# David Lascher
David Lascher (Scarsdale (New York), 27 april 1972), geboren als David Scott Lascher, is een Amerikaanse acteur, filmproducent, filmregisseur en scenarioschrijver. 

## Biografie
Lascher werd geboren in Scarsdale (New York), een plaats in Westchester County, als een zoon van een Wall Street advocaat en een psychotherapeute, en heeft twee zussen. Lascher heeft de highschool doorlopen op de Scarsdale High School aldaar. Lascher startte zijn acteercarrière met commercials voor Burger King.
Lascher begon in 1988 met acteren voor tv met de film Down Delaware Road. Hierna heeft hij nog meerdere rollen gespeeld in televisieseries en films, in een aantal televisieseries heeft hij een grote rol gehad zoals in Hey Dude met 44 afleveringen (1989-1991), Blossom met 48 afleveringen (1992-1995) en Sabrina, the Teenage Witch met 45 afleveringen (1999-2002). 
Lascher was in 1995 getrouwd met actrice Jessica Watson, en zijn later gescheiden. In 1999 is hij weer getrouwd en heeft twee kinderen.

## Prijzen
- 1991 Young Artist Award in de categorie Beste Jeugdige Variatie met de televisieserie Hey Dude – genomineerd.
- 1993 Young Artist Award in de categorie Beste Jonge Acteur in een televisieserie met de televisieserie Blossom – genomineerd.
- 1994 Young Artist Award in de categorie Best Jonge Acteur in een tv-miniserie of speciale televisiefilm met de televisiefilm The Flood: Who Will Save Our Children? – genomineerd.

## Filmografie

### Films
Uitgezonderd korte films.
- 2015 The Boat Builder - als Charles
- 2009 Always and Forever – als Gabe
- 2006 Mystery Woman: Redemption – als Tyler Dell
- 2002 Alikes – als James
- 1998 Playing to Win: A Moment of Truth Movie – als Kearns
- 1997 A Call to Remember – als Jake Tobias
- 1996 Kidz in the Wood – als Sloan
- 1996 Twisted Desire – als Brad
- 1994 Cries Unheard: The Donna Yaklich Story – als Denny Yaklich
- 1993 The Flood: Who Will Save Our Children? – als Brad Jamison
- 1991 She Says She's Innocent – als Ryan Larson
- 1990 Blossom – als Vinnie Bonitardi
- 1988 Down Delaware Road – als Robbie Heller

### Televisieseries
Uitgezonderd eenmalige gastrollen.
- 2014 Melissa & Joey - als Charlie - 3 afl.
- 1999 – 2002 Sabrina, the Teenage Witch – als Josh – 48 afl.
- 1999 Two of a Kind – als Matt Burke – 4 afl.
- 1998 Veronica's Closet – als Jeremy Byrne – 2 afl.
- 1996 – 1997 Clueless – als Josh – 15 afl.
- 1992 – 1995 Blossom – als Vinnie Bonitardi – 48 afl.
- 1991 – 1992 Beverly Hills, 90210 – als Kyle Conners – 3 afl.
- 1989 – 1991 Hey Dude – als Ted Mc Griff – 44 afl.
- 1990 A Family for Joe – als Nick Bankston – 9 afl.

## Filmproducent
- 2019 Cruisers & Shakers - televisieserie - 5 afl.
- 2014 Sister - film
- 2011 South - korte film
- 1993 The Waiter - korte film

## Filmregisseur/scenarioschrijver
- 2019 Cruisers & Shakers - televisieserie - 5 afl.
- 2014 Sister - film

- International Standard Name Identifier: 0000 0000 9435 3982
- Library of Congress Control Number: no2010145270
- Virtual International Authority File: 138802696
- WorldCat: E39PBJhmDYr8YJV6b37hPX6qcP